# Antoine Hey
Antoine Hey (Berlín Occidental, 19 de septiembre de 1970) es un exfutbolista y entrenador de fútbol alemán. Actualmente dirige la selección de fútbol de Birmania.

## Carrera

### Como jugador
En 15 años como jugador, Hey hizo éxito en 2 clubes: la Fortuna Düsseldorf, donde jugó 83 partidas y marcó 8 goles, y la Fortuna Colonia, en el cual actuó en 94 partidos, marcando 16 goles. Defendió aún en el Grasshopper, Schalke 04, Tennis Borussia Berlin (por préstamo), Birmingham City, VfL Osnabrück, Anorthosis Famagusta, Bristol City y VfR Neumünster, donde también acumuló la función de entrenador antes de concluir la carrera en 2004.

### Como entrenador
Poco después de su retiro como jugador, Hey fue contratado para entrenar la selección del Lesoto, cargo que ejerció hasta 2006. Su carrera como técnico fue basada en el fútbol africano, pasando por las selecciones de Gambia (2006-07), Liberia (2008-09) y Kenia (2009), además del club tunisiano US Monastir (2007).
Tras 7 años lejos del fútbol, retomó la carrera en enero de 2017, firmando contrato para ser el nuevo entrenador de la selección ruandesa, sustituyendo al norte-irlandés Johnny McKinstry.
Actualmente, a partir de junio de 2018, dirige la selección de fútbol de Birmania tanto la categoría absoluta como la sub-23.

## Clubes

### Como entrenador
| Club                                   | País     | Años      |
| -------------------------------------- | -------- | --------- |
| VfR Neumünster                         | Alemania | 2003-2004 |
| Selección de fútbol de Lesoto          | Lesotho  | 2004-2006 |
| Selección de fútbol de Gambia          | Gambia   | 2006-2007 |
| US Monastir                            | Túnez    | 2007      |
| Selección de fútbol de Liberia         | Liberia  | 2008-2009 |
| Selección de fútbol de Kenia           | Kenia    | 2009      |
| Al-Merrikh                             | Sudán    | 2016      |
| Selección de fútbol de Ruanda          | Ruanda   | 2017-2018 |
| Selección de fútbol de Birmania        | Birmania | 2018      |
| Selección de fútbol sub-23 de Birmania | Birmania | 2018      |
| Selección de futbol de Birmania        | Birmania | 2019-2023 |